# 平壤皮包廠
平壤皮包廠是朝鮮民主主義人民共和國的皮包製作工廠，以製作各種材質、型式的皮包與背包為主，主要提供了朝鮮所有學齡層所需的書包。
平壤皮包廠竣工於2017年1月份，竣工後，朝鮮國務委員會委員長金正恩前往視察。
和北韩的其他经济实体一样，遭到来自美国、以色列和日本等国的禁运制裁。